# Batalla de Froidfond
La batalla de Froidfond va tenir lloc el 27 de febrer de 1796 durant la guerra de Vendée.

## Forces presents
En el bàndol republicà, l'ajudant general Travot està al capdavant de 600 genets de Nantes, caçadors de Cassel i una companyia de guies. El general de la Vendée Charette tenia al seu costat 400 infants i 50 a 60 de cavalleria.

## Procés
El 27 de febrer de 1796, Charette va arribar a Froidfond a les sis del matí amb l'objectiu de formar una concentració. Quatre hores més tard, Travot va arribar al seu encontre. Els combats van tenir lloc a La Chauvière i La Bironnière, a l'est de la ciutat. Tan bon punt va començar l'acció, Charette va fugir a cavall amb uns quants genets. La persecució dura sis hores. Esgotats els seus cavalls, Travot es va veure obligat a abandonar als páramos de Chauffetières.

## Pèrdues
Segons un informe al Directori Executiu del General Hoche, 65 Vendéans van ser morts i Charette va fugir amb 12 a 15 genets. L'historiador Lionel Dumarcet parla d'una seixantena d'infants eliminats.
Conseqüències

## Conseqüències
Després d'aquesta lluita, Travot continua rastrejant Charette a la regió. El va trobar el 8 de març en un lloc anomenat La Grossetière, situat o bé a Froidfond o bé a Saint-Christophe-du-Ligneron. Charette només tenia entre 15 i 30 homes a peu amb ell, però va aconseguir escapar de nou.